# Ifjú Mormoták

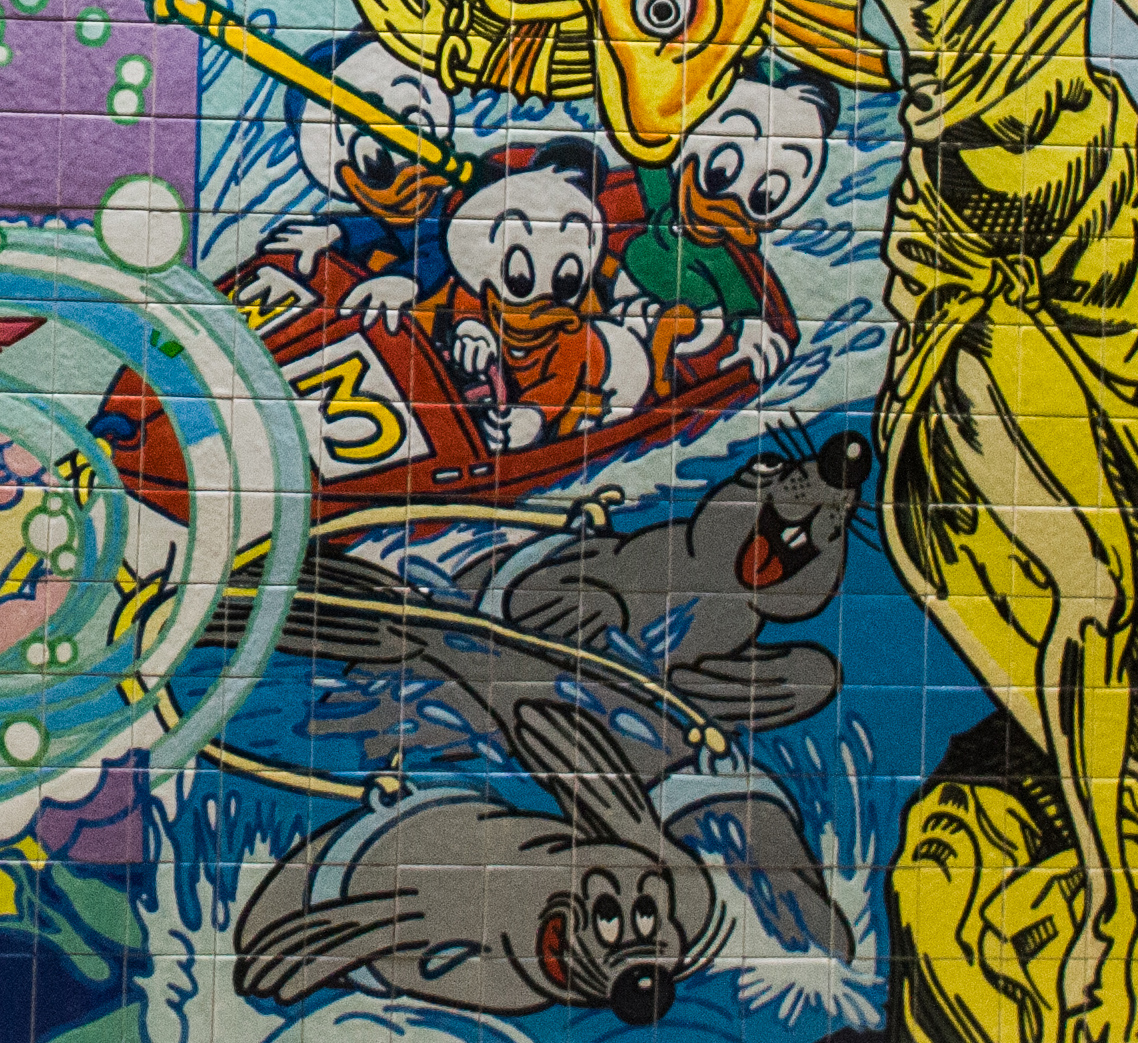
Részlet egy falfestményről a lisszaboni Oriente metróállomáson

A Walt Disney Company képzelt Donald Kacsa-univerzumában az Ifjú Mormoták világméretű cserkészcsapat, amelynek Donald kacsa unokaöccsei, Tiki, Niki és Viki és barátaik is tagjai. Carl Barks találta ki őket 1951-ben.
Minden cserkész magával hord egy példányt az "Ifjú Mormoták kézikönyvéből", ami mindig pontos és részletes tanácsokat tartalmaz bármilyen helyzetről, amibe a kacsák éppen kerülnek. (Ami zsebkönyvnyi méretét tekintve igazán figyelemre méltó.)